# Albánsko-jugoslávské vztahy

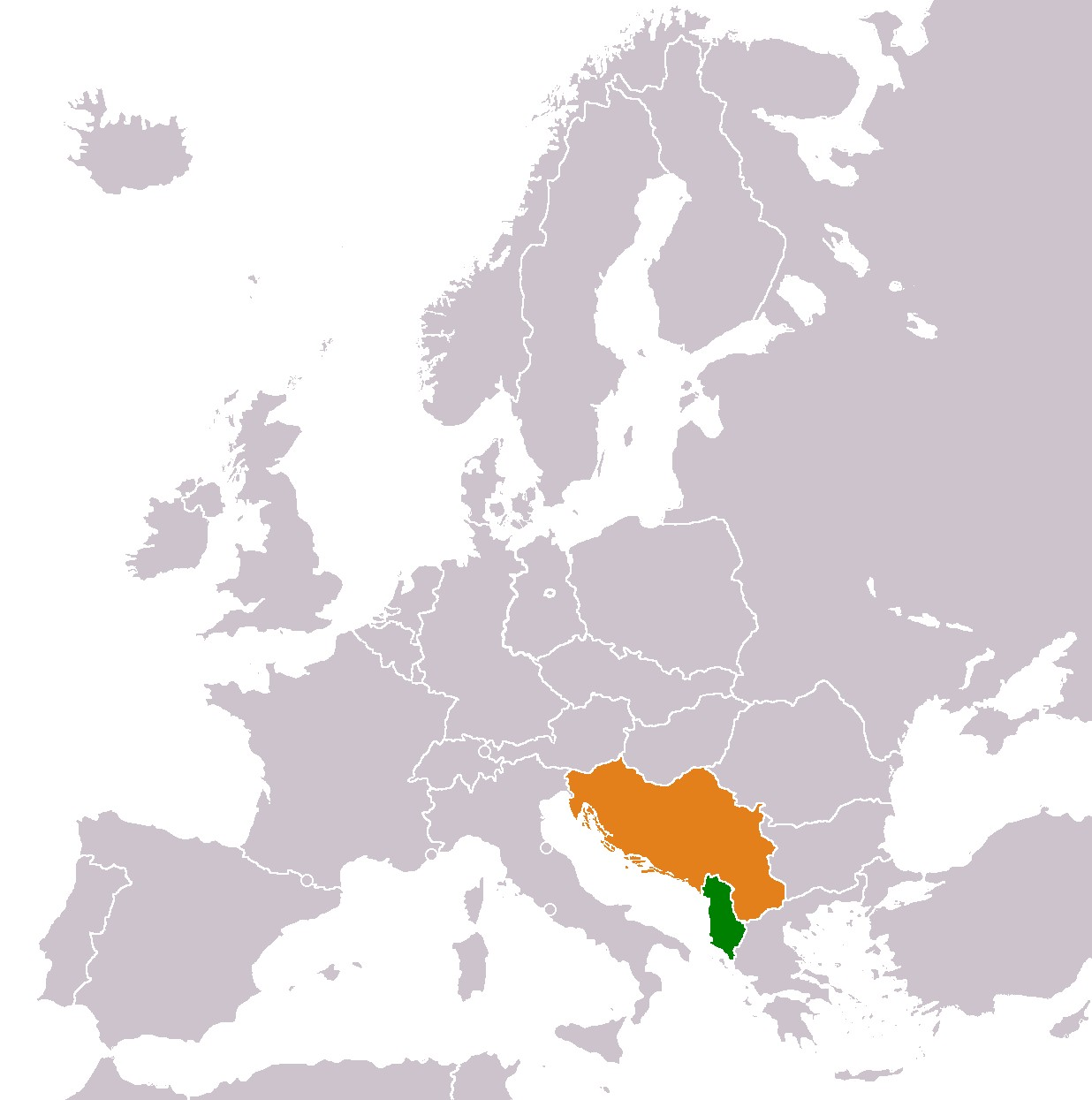
Albánie
Jugoslávie

Albánie a Jugoslávie spolu po většinu vlastní existence udržovaly vzájemné vztahy.

## Historický vývoj

### Meziválečné období
Albánie a Jugoslávie byli sousedé již od svého vzniku. Území severu Albánie si Srbsko nárokovalo během Balkánských válek, resp. jej považovalo za sféru svého vlivu. Po sjednocení Jugoslávie v závěru roku 1918 byly nároky nového jihoslovanského státu na Skadar ještě stále živé. Nikola Pašić se nechal slyšet, že bez Skadaru nemůže Černá Hora, a ani její záhoří žít.[zdroj?] V listopadu 1918 byl ve Skadaru ustanoven tzv. Kosovský výbor, který si osoboval právo naplnit cíle Prizrenské ligy a dosáhnout tak Velké Albánie. 
Po vzniku nezávislé Jugoslávie měl nový balkánský stát na svém území u hranice s Albánií zhruba půlmilionovou albánskou menšinu.
Jugoslávská vláda neměla díky těmto, i jiným zkušenostem s Albánií krátce po svém vzniku zrovna nejlepší vztahy; v roce 1921 si pozvali jugoslávští představitelé předáky z oblasti Mirditë do Bělehradu a podpořili vznik jejich nezávislé republiky na severu Albánie. Ta měla být dozorována z Bělehradu. Nedlouho po jejím vyhlášení však následovala ozbrojená akce albánské armády, která vypudila separatisty. Jugoslávské vojsko se připravovalo k protiútoku, nicméně západní mocnosti upozornily Bělehrad, že by bylo lepší v této záležitosti neintervenovat.
První polovinu 20. let i tak provázely územní spory a především nejednotná představa, kudy by měla vést společná hranice mezi oběma státy. Až v roce 1922 byla v Itálii ustanovena komise, která se zabývala řešením problému. Měla být vytvořena nárazníková zóna mezi oběma státy. Finální rozhraničení však bylo uskutečněno až v roce 1926.

#### Albánie pod vládou Ahmeta Zogu
Meziválečná Albánie byla značně nestabilní a spojence si mohl Bělehrad hledat jen stěží. V roce 1924 došlo v Albánii k převratu, financován byl z Jugoslávie. Cílem bělehradské vlády bylo dosadit do čela státu někoho, kdo by dokázal Bělehrad uspokojit více, než Fan Stilian Noli. Ahmet Zogu zastavil činnost Kosovského výboru. Ovládnutí veškeré moci ve státě Ahmetem Zogu znamenalo konec Noliho vlády, ve které také zasedal Hasan Prishtina – separatistický bojovník ještě z dob před vznikem Království SHS.
Ahmet Zogu však získal brzy mnohem lepšího spojence – Itálii, která s Jugoslávií velmi dobré vztahy neměla, především kvůli sporné námořní hranici. Rostoucí italský vliv znepokojoval Bělehrad, a tak se jugoslávské vedení ještě jednou pokusilo zaplést do vnitrostátních poměrů v Albánii. Prostředníkem mu měl být tehdejší jugoslávský vyslanec v Tiraně. Jeho roli však Zogu odhalil, a tak byl vyslanec v roce 1927 v Praze zabit.
V polovině 30. let se dařilo albánskému vývozu do Jugoslávie. Jihoslovanský stát se stal 4. největším odběratelem albánského zboží. Na sever putovaly olivy, dobytek, sýr, vlna, vejce a tabák. Jugoslávie na jih zase vyvážela cement, pivo, kukuřici, kůži a stavební dřevo. Jugoslávští představitelé tuto obchodní výměnu podporovali, neboť se obávali vzrůstu řeckého vlivu v regionu, který by neviděli rádi.
Jednou z afér, která značně ovládala jugoslávsko-albánské vztahy v závěru 30. let 20. století bylo plánované vysídlování albánských rodin z Jugoslávie do Turecka, iniciované po vzájemných rozhovorech mezi představiteli Jugoslávie a Turecka. Albánský král Ahmet Zogu (Zog I.) nicméně intervenoval u tureckého prezidenta a vymohl si návrat všech etnických Albánců z Turecka zpět do Albánie. 
V druhé polovině 30. let se Albánie dostala pod takovou míru italského vlivu, že v podstatě přišla o nezávislou zahraniční politiku.

### Po druhé světové válce

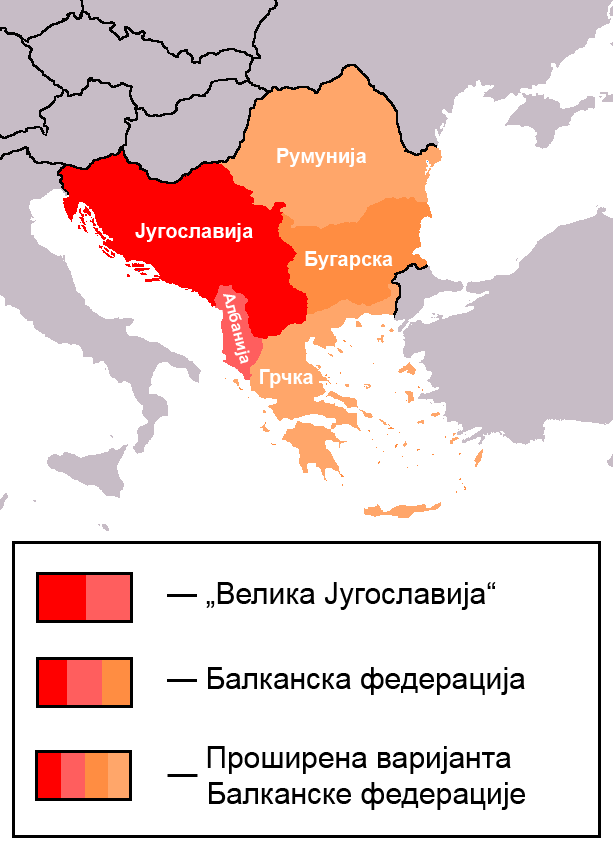
Jedna z verzí Balkánské federace, která počítala s Albánií i Jugoslávií jako jejími členy.

Vztahy mezi Jugoslávií a Albánií byly po skončení druhé světové války velmi dobré. Již 28. května 1945 uznala jugoslávská vláda vládu albánskou. Jak v Albánii, tak i v Jugoslávii, se dostali k moci komunisté, kteří dokázali najít společnou řeč. 
Jugoslávie se pokoušela se s Albánií sblížit. Byla učiněna řada pozitivních politických kroků, jako například odřeknutí se části kvóty pro poválečné reparace (Jugoslávii byly přiznány jedny z nejvyšších). A to i přesto, že sama Jugoslávie zoufale potřebovala pomoc s poválečnou obnovou. Jugoslávie dále vydala více než 700 milionů tehdejších dinárů jako příspěvek pro vybavení albánské armády. V červnu 1946 navíc Enver Hodža odcestoval do Bělehradu, kde bylo podepsáno okolo dvaceti vzájemných smluv, včetně Smlouvy o přátelství a vzájemné spolupráci a například i smlouvy o celní unii, společných výrobních společnostech i vztazích obou národních měn.
Albánská ústava, která byla schválena dne 1. listopadu 1946, byla sepsána na základě ústavy jugoslávské a sovětské.
Jugoslávští komunisté vyslali k Albánské straně pracujících (PPSH) svého stálého zástupce, kterým byl až do poloviny roku 1948 Savo Zlatić. Právě Zlatić na přelomu let 1947 a 1948 diskutoval s oběma komunistickými stranami možnost ustanovení federace mezi oběma zeměmi. 
Během krátké doby byli vysláni do Tirany a dalších měst odborníci a technici, kteří měli pomoci s rozvojem a výstavbou albánského průmyslu. Albánská infrastruktura byla zoufale zaostalá; železnice v podstatě neexistovala, země měla jediný přístav a takřka žádný průmysl. Namísto italštiny se začala na školách v Albánii vyučovat srbochorvatština a také ruština. To zvýšilo zcela přirozeně poptávku po dalších odbornících (učitelích), kteří museli přicestovat do Albánie z Jugoslávie. V roce 1947 byl v Tiraně otevřen Pedagogický institut. Byla zřízena Společnost pro kulturní spolupráci Jugoslávie a Albánie se sídlem v Tiraně.
Skutečností však zůstává, že veškerá tato spolupráce dostala albánské komunistické vedení do značné závislosti na Bělehradu. 
Tito sám uvažoval o vytvoření balkánské federace, jejímiž členy by byla Jugoslávie, Albánie, tak například i Bulharsko. Dohoda z Mukji, kterou mezi sebou jugoslávští a albánští partyzáni uzavřeli, předvídala, že Kosovo bude vráceno Jugoslávii, nicméně v případě začlenění Albánie k jihoslovanskému státu bylo jasné, že by problematický region s odbojnou menšinou získala nejspíše Tirana.

#### Roztržka Tita se Stalinem
V reakci na roztržku mezi Titem a Stalinem již 1. června 1948 zastavila Albánie veškeré ekonomické dohody o spolupráci s Jugoslávií. Hlavním argumentem, který Albánci proti Jugoslávcům použili, bylo obvinění z ekonomické kolonizace státu. PPSH se tím nicméně chtěla připravit na situaci, kdy se bude muset odvrátit od Jugoslávie a svoji zahraničí politiku více orientovat na Sovětský svaz.
Všichni jugoslávští odborníci, kteří byli do Albánie pozváni, museli zemi opustit do 48 hodin. Podobný nátlak byl činěn i na další jugoslávské občany, kteří pobývali na území Albánie. Mezi samotnými Albánci se odehrálo spoustu inscenovaných[zdroj?] soudních procesů, ve kterých byli různí nepohodlní občané obviňováni ze spolupráce s Jugoslávií. Oběťmi těchto procesů se stali zastánci spolupráce s Jugoslávií v nejvyšších politických funkcích – Koči Dzodze a Pandi Kristo.

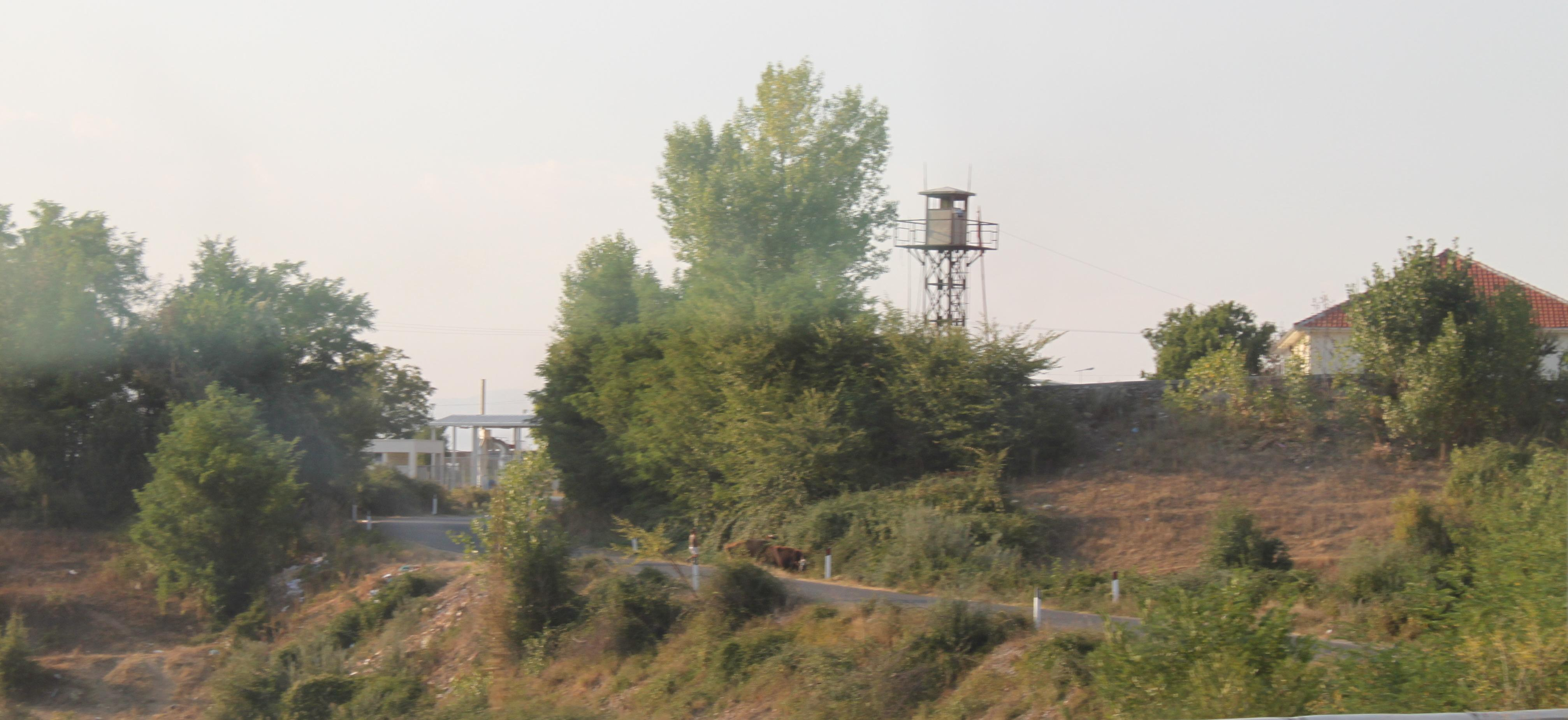
Na jugoslávsko-albánské hranici docházelo k častým ozbrojeným incidentům, které si vyžádaly životy mnoha obětí. Hranice byla proto bedlivě střežena

Jednotlivé vzájemné smlouvy začaly být vypovídány a vzájemné telegramy mezi Tiranou a Bělehradem naplňovala nejrůznější obvinění. Od roku 1949 byla například sabotována i vzájemná dohoda o užívání vody Skadarského jezera (kterým procházela jugoslávsko-albánská hranice) a řeky Drim, která do jezera přitéká. Její ekonomický potenciál byl přitom nemalý a diskutovalo se o vybudování možné kaskády přehrad (tuto kaskádu za vysoké náklady[zdroj?] nakonec vybudovala Albánie o mnoho později sama). Jugoslávská vláda diplomatickou nótou z 12. listopadu 1949 vypověděla Smlouvu o přátelství a vzájemné pomoci. Vypovězení smlouvy se chopili albánští komunisté a prezentovali jej jako další z nepřátelských aktů, které Jugoslávie učinila vůči jejich zemi. Hodžovo vedení používalo při odsuzování SKJ slovník ne nepodobný tomu, který byl užíván obecně ve východním bloku. Bělehrad obvinila z vytvoření "agenturního štábu špionů a fašistů", kteří měli sloužit ve službě anglo-amerických imperialistů proti táboru socialismu.
Albánská armáda zvyšovala napětí i prostřednictvím různých incidentů na jugoslávské hranici, útoků na příslušníky pohraniční stráže a vysílání různých agentů na území především Kosova, kde se jim dařilo se dobře infiltrovat, především díky neexistující jazykové a kulturní bariéře. Jen v letech 1948-1956 bylo uskutečněno na 649 pohraničních incidentů,[zdroj?] 12 jugoslávských pohraničníků zaplatilo životem a dalších 21 bylo zraněno. Intenzita vzájemných střetů byla nejvyšší v letech 1950 a 1951. Ještě po dlouhou dobu poté byla vzájemná hranice mezi SFRJ a Albánií považována jugoslávskou veřejností za nebezpečnou.

#### Normalizace vztahů po Stalinově smrti
Smrt J. V. Stalina znamenala do jisté míry uklidnění situace, neboť nový sovětský kurz se ukázal být k Jugoslávii mnohem přátelštější. Mezi Jugoslávií a Albánií byla nedlouho poté podepsána smlouva o řešení pohraničních provokací a od roku 1954 působili v Bělehradu i v Tiraně opět vyslanci obou zemí.
Po podepsání Bělehradské deklarace, ve které se Sovětský svaz zavázal respektovat právo Jugoslávie na vlastní cestu k socialismu, doznaly ekonomické vztahy jihoslovanského státu i Albánie jistých pozitivních změn.  I přesto však probíhala štvavá kampaň z albánské strany a i nadále se konala řada inscenovaných soudních procesů, ve kterých byly různí albánští občané označováni za albánské špiony. Obdobná situace však panovala i v Jugoslávii (viz např. prizrenský proces), kdy byla řada lidí odsuzována za spolupráci s Albánií, resp. s USA, nebo Velkou Británií.
Albánie rovněž odsoudila Titův postup v maďarské krizi v roce 1956. Jugoslávský vůdce v něm zprvu podpořil maďarské reformní křídlo komunistů. Normalizace vztahů skončila a z Albánie se na jugoslávskou adresu ozývalo mnohem více kritiky, než kdy dříve. Celkem vyšlo v letech 1959-1960 v albánském tisku přes pět set protijugoslávských textů.
V roce 1960 došlo rovněž ke zhoršení vztahů mezi Albánií a SSSR, neboť komunistické vedení Albánie obvinilo Nikitu Chruščova z revizionismu. Země nasměrovala izolacionistický kurz.

#### Kosovo jako vzájemný problém
Albánští komunisté často poukazovali na problematiku Kosova. Jihosrbskou provincii vnímali jako území ztracené a takové, které by se Albánii mělo vrátit. Jugoslávští komunisté si byli rizika pronikání nebezpečných proudů právě přes Kosovo vědomi a pokusili se problém řešit ekonomickými nástroji. Po Brionském plénu došlo ve vedení SAP Kosovo ke značným změnám a autonomní oblast začala řídit albánsky mluvící většina. Už v roce 1968 se však ukázalo, jak velkým celojugoslávským problémem Kosovo je, neboť v Prištině vypukly demonstrace, během kterých byl pro Kosovo požadován statut republiky. Toto jugoslávští komunisté odmítli. Sám Enver Hodža se vyslovil pozitivně o demonstrujících studentech v Prištině. Rádio Tirana vyslalo zprávu, že Josip Broz Tito požádal NATO s uklidněním situace, což jugoslávský vůdce odmítl.
Přestože bylo od šedesátých let investováno do rozvoje Kosova na jugoslávské poměry velké množství prostředků – budován byl průmysl, infrastruktura a zvyšovala se postupně jak zaměstnanost tak i vzdělanost obyvatelstva, situace se příliš nelepšila. Loajalita kosovskoalbánského obyvatelstva, podrývaná z Albánie, spíše klesala. Jugoslávští komunisté se domnívali, že zlepšením životních poměrů v nejzaostalejší části federace dojde k ústupu radikálních názorů. I přesto však pro řadu kosovských Albánců zůstával Enver Hodža národním hrdinou. A to i paradoxně přesto, že v Kosovu byla životní úroveň daleko vyšší, než v samotné Albánii.
Ani tyto skutečnosti nezabránily tomu, aby byly v roce 1971 jugoslávské vyslanectví v Tiraně a albánské vyslanectví v Bělehradě povýšeny na úroveň velvyslanectví.

#### Vystoupení Albánie z Varšavské smlouvy
Po srpnové okupaci Československa vojsky SSSR a několika dalších zemí vystoupila Albánie formálně z Varšavské smlouvy. Malá balkánská země se invaze neúčastnila a členem paktu byla spíše jen formálně. Po invazi však paradoxně slíbila podporu Jugoslávii, byla-li by napadena. Albánští komunisté se (stejně jako jugoslávští) obávali invaze ze strany Sovětského svazu.

#### Ekonomická spolupráce za dob socialismu

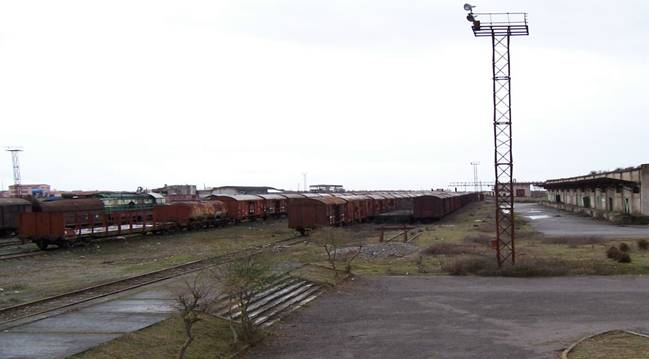
Pohraniční nádraží v Bajzë na hranici mezi Albánií a Jugoslávií

Jen dva roky před osudnými nepokoji v Kosovu, které se odehrály v březnu 1981, označil Josip Broz Tito vzájemné vztahy s Albánií jako dobře se rozvíjející, především v kulturní a hospodářské oblasti. Ocenil, že tím dochází k politické stabilizaci celého regionu a že z jejich rozvoje těží obě země.
Důvody pro ekonomickou spolupráci však byly mnohé; téměř dvoumilionová albánská menšina v Kosovu, která cítila zcela přirozeně jistou sounáležitost s Albánci z Albánie, společná hranice a příležitosti obchodní. Pro to však bylo nezbytné zajistit vhodné dopravní spojení, především železniční. V krátkém období poválečné spolupráce mezi oběma zeměmi bylo sice zamýšleno vybudovat železniční trať mezi oběma zeměmi, nicméně tu se však podařilo dokončit až v první polovině 80. let. Pro Albánii] se otevřel přístav v Baru, pro Jugoslávii v přístav v Drači a byla zřízena i společná lodní linka do přístavu Bari v Itálii.[zdroj?] Značný byl i potenciál v oblasti dovozu a vývozu elektrické energie. Společnost Jugoslovenski aerotransport zahájila provoz letecké linky mezi Bělehradem a Tiranou. Ta se však ukázala být jako velice ztrátová a provozována byla jen jednou týdně.[zdroj?]
Závěr Hodžova života v první polovině 80. let představoval pro Albánii období historicky nejvyšší izolace. Pro obyvatele pohraničních měst na severu a východě Albánie představovalo jugoslávské televizní vysílání, které bylo navíc z Kosova k dispozici i v albánštině, jediný kontakt se zahraničím. V této době se začala v Albánii šířit i jugoslávská kultura a populární hudba. Albánské bezpečnostní síly se pokoušely signály jugoslávských vysílaček se střídavými úspěchy narušovat.

#### Nepokoje v roce 1981
Demonstrace v Kosovu byly první větší zkouškou pro jugoslávské bezpečnostní složky, které nyní řídilo kolektivní předsednictvo, a nikoliv již Josip Broz Tito, který plnil po několik desítek let roli nejvyššího arbitra v zemi. 
Skutečnosti, že se situace v Prištině vymkla bělehradskému vedení na krátký čas z rukou, využili albánští komunisté velmi obratně. Na 8. sjezdu PPSH (Albánské strany práce), který se konal ve dnech 1. – 8. listopadu 1981, zaujala politická reprezentace velmi ostré stanovisko a nabídlo veškerou možnost pomoc požadavkům kosovských Albánců v autonomní oblasti.

#### Války na Balkáně

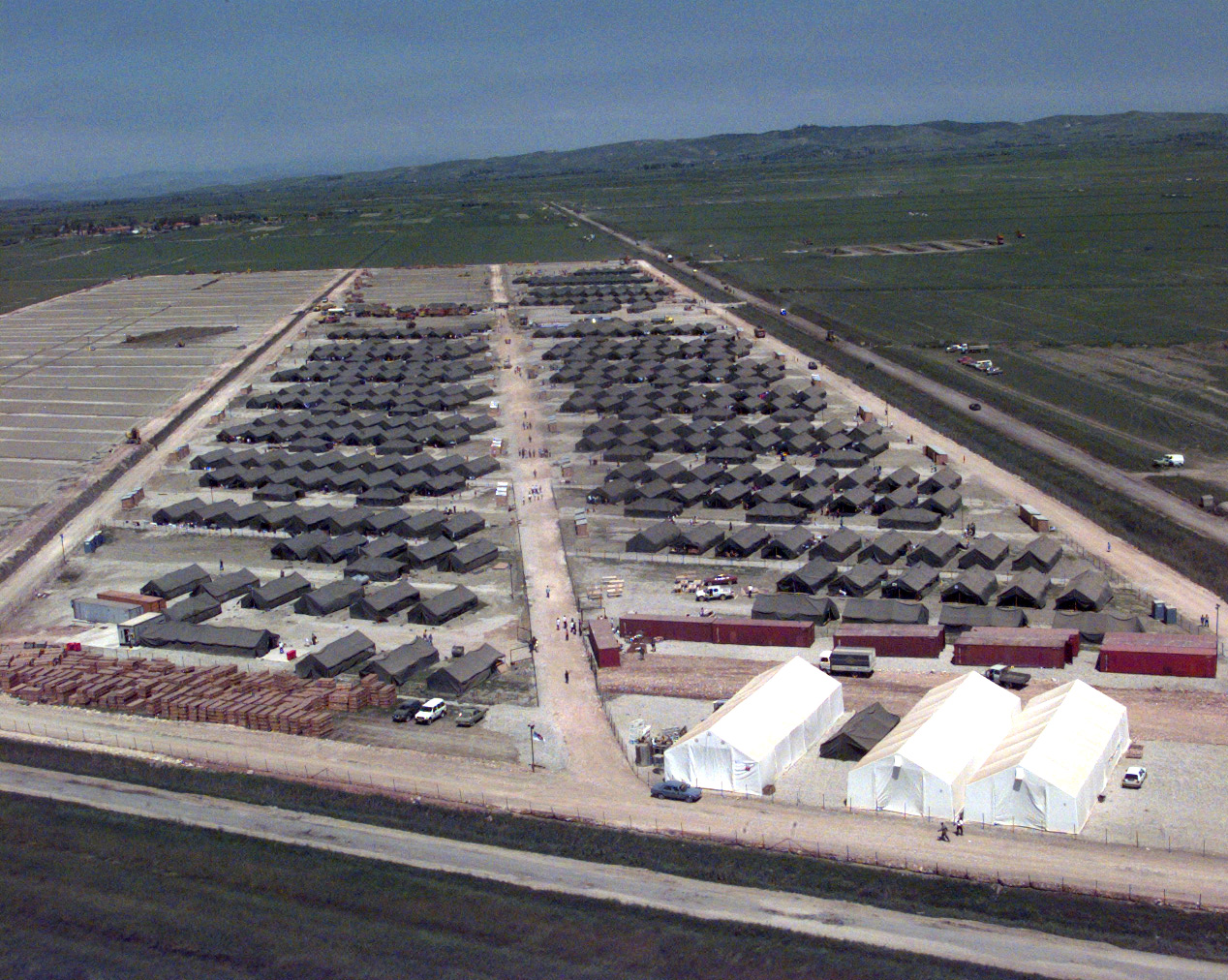
Stanové městečko v přístavě Fier, které sloužilo pro americké vojáky během války v Kosovu

Srbský nacionalismus, který se dostal do popředí v druhé polovině 80. let v souvislosti s úpadkem role komunistů a vzestupem radikálních politických snah po celé Jugoslávii, se zcela přirozeně střetával s nacionalismem albánským. Albánie byla obviňována srbskou veřejností, intelektuály, radikálními časopisy i médii z rozvracení Jugoslávie a Srbska samotného především prostřednictvím nepokojů v Kosovu. Tento pohled nesdílela veřejnost v některých jugoslávských republikách, především ve Slovinsku a Chorvatsku.
Značná část jugoslávské veřejnosti vnímala problematiku vystěhovávání Srbů a Černohorců z Kosova jako výsledek akce, provedené agenty Hodžovy vlády. Tento postoj zaujímala i jugoslávská vláda, která v souvislosti s touto problematikou zaslala albánskému vedení několik diplomatických nót – a která mohla poukázat na cizího nepřítele v otázce neřešitelných domácích hospodářských problémů.[zdroj?] Dobové výzkumy ukázaly, že 59 % slovanského obyvatelstva, které opustilo Kosovo, tak učinilo z obav o svoji bezpečnost. 41 % potom z ekonomických důvodů.
Veřejnost v Albánii nesla velmi těžce vnitropolitické změny v Jugoslávii a především příchod Slobodana Miloševiće k moci. Po eskalaci kosovského konfliktu, ke které došlo po vyhlášení mimořádného stavu v roce 1989 a brutální omezení kosovské autonomie o rok později, vyhlásila skupština Kosova nejprve statut republiky a později nezávislost. Albánský parlament v Tiraně její prohlášení o nezávislosti přijal již v roce 1991.
V roce 1999 podpořila Albánie akci NATO, během níž byla bombardována Svazová republika Jugoslávie. V reakci na to přerušila Albánie se svým severním sousedem diplomatické styky (a to až do ledna 2001).
Albánie byla mezi prvními státy, které uznaly nezávislost Kosova v roce 2008.